# 栎叶枇杷
栎叶枇杷（学名：Eriobotrya prinoides）为蔷薇科枇杷属的植物，是中国的特有植物。分布在中国大陆的云南、四川等地，生长于海拔800米至1,700米的地区，多生在河旁和湿润的密林中，目前尚未由人工引种栽培。